# Evita (film)
Evita is een Amerikaanse film uit 1996 van Alan Parker. Het is de verfilming van de musical Evita uit 1978. De hoofdrollen zijn voor Madonna, Jonathan Pryce en Antonio Banderas.
De film bracht in totaal $141.047.179 op, waarvan $50.047.179 uit de Verenigde Staten en $91.000.000 uit het buitenland kwam.
De film won een Oscar voor beste filmsong (You Must Love Me) en Madonna won een Golden Globe voor beste actrice in een musical.

## Verhaal
De film begint met Don't cry for me Argentina gezongen door Madonna. Daarna begint de film, een biografie van het leven van Evita. In 1926 verliest ze haar vader. De film laat zien hoe ze van het kleine stadje Chivilcoy verhuist naar Buenos Aires, de grote stad. Ook al heeft ze geen geld, ze weet toch veel te bereiken. In het café ontmoet ze allemaal mannen die haar geweldig vinden en zorgen dat ze bekend wordt. Evita krijgt een carrière als model, radiopresentatrice en actrice. Ze mag naar allerlei feestjes en op een gegeven moment komt ze Juan Perón (Jonathan Pryce) tegen, een kolonel. Na een paar maanden trouwen ze. Evita blijft onverminderd populair; ze reist de hele wereld over met haar Regenboog-tournee. Eigenlijk gebruiken Juan en Evita elkaar: Juan wil populair gevonden worden en Evita wil de macht van Juan. Evita begint een stichting voor de armen, ze deelt geld uit en krijgt zo de bevolking verder achter zich. Later wil ze vicepresident worden. Daar is Juan het echter niet mee eens. Evita's lichaam begeeft het van de stress en haar ontluikende ziekte, maar ze wordt op tijd gereanimeerd. In een ernstig zieke toestand spreekt ze het volk toe op het balkon van het paleis waar ze afziet van haar vicepresidentschap, ze wil herinnerd blijven als de vrouw die het volk naar Perón bracht. Niet veel later overlijdt ze. Het volk is in rouw en er worden stille tochten gehouden. De film eindigt hetzelfde als hij begon.

## Rolverdeling
| Acteur           | Personage                    |
| ---------------- | ---------------------------- |
| Hoofdrollen      |                              |
| Madonna          | Evita (Eva Perón)            |
| Jonathan Pryce   | President Juan Domingo Perón |
| Antonio Banderas | Che (Che Guevara)            |
| Bijrollen        |                              |
| Jimmy Nail       | Agustín Magaldi              |
| Andrea Corr      | Vrouw bij Perón              |
| Peter Hughes     | Generaal Franco              |

## Filmmuziek
Albums
1. Evita: Music from the Motion Picture
2. Evita: The Complete Motion Picture Soundtrack

Singles
1. You Must Love Me - Madonna
2. Don't Cry for Me Argentina - Madonna
3. Another Suitcase in Another Hall - Madonna

## Trivia
- Madonna moest in totaal 85 keer haar kleding veranderen, meer dan Elizabeth Taylor in Cleopatra uit 1963. Madonna droeg 39 hoeden, 45 paar schoenen en 56 paar oorbellen.
- Madonna spreekt maar 140 woorden. De rest van haar tekst zingt ze.
- Meryl Streep, Pia Zadora, Charo en Maria Conchita Alonso waren ook kandidaten voor de rol van Evita.
- Madonna was zwanger van haar eerste dochter, tijdens de opnamen. Tijdens Another Suitcase in Another Hall verbergt ze haar buik achter een koffer.